# الجربوع الأزرق (فلم)
الجربوع الأزرق (بالفرنسية: Gerboise bleue) هو فيلم وثائقي جزائري فرنسي، صدر عام 2009. يتناول الفيلم التجارب النووية الفرنسية التي أجرتها في الجزائر أثناء الحقبة الاستعمارية.

## ملخص الفيلم
أجرت فرنسا عدة تجارب نووية بين عامي (1960-1966)، 4 تجارب في السماء و13 تحت الأرض في منطقة جنوب رقان في الصحراء الجزائرية. أول تجربة كانت باسم "الجربوع الأزرق"، والتي كانت أقوى بأربع مرات من القنبلة التي ضربت هيروشيما.
يبين الفيلم أنه بعد خمسين عامًا، لا يزال الجيش الفرنسي يرفض الاعتراف بمسؤوليته عن تعرض سكان المنطقة للإشعاعات الناجمة عن الانفجارات النووية. وخلال الفيلم تحدث الناجون الفرنسيون والطوارق لأول مرة عن كفاحهم لاعتراف فرنسا بتسببها بأمراضهم، ويكشفون عن الظروف التي أُجريت فيها الاختبارات.

## الجوائز
- المهرجان الدولي للسينما الفرنسية في توبنغن-شتوتغارت 2009

## وصلات خارجية
- مقالات تستعمل روابط فنية بلا صلة مع ويكي بيانات